# 뎬준구

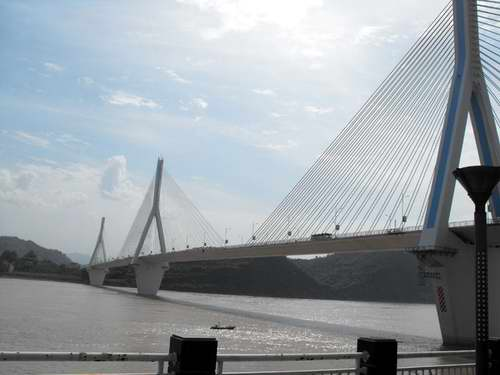

뎬준구(한국어: 점군구, 중국어: 点军区, 병음: Diǎnjūn Qū)는 중화인민공화국 후베이성 이창 시의 현급 행정구역이다. 넓이는 546km2이고, 인구는 2007년 기준으로 110,000명이다.

## 행정 구역
1개 가도, 2개 진, 2개 향을 관할한다.
- 가도: 点军街道.
- 진: 桥边镇, 艾家镇.
- 향: 联棚乡, 土城乡.